# Anilios yampiensis
Anilios yampiensis — вид змій родини сліпунів (Typhlopidae). Ендемік Австралії.

## Поширення і екологія
Anilios yampiensis відомі з типової місцевості, розташованої на острові Кулан в архіпелазі Буканір в Західній Австралії.